# Arūnas Adomėnas
Arūnas Adomėnas (* 24. April 1977 in Kaunas) ist ein litauischer Verwaltungsjurist, Oberster Zollamtsrat Litauens, Leiter von Zollamt Litauens.

## Leben
Von 1995 bis 1997 absolvierte Arūnas Adomėnas das Bachelor- und von 1999 bis 2001 das Masterstudium der Rechtswissenschaft an der Lietuvos teisės universitetas in Vilnius.
Von 2000 bis 2003 arbeitete er als Oberinspektor im Zollkriminalamt Litauens und von 2003 bis 2007 als Oberster Inspektor bei Muitinės departamentas. Von 2007 bis 2010 war er stellv. Leiter einer Abteilung und von 
2010 bis 2014 litauischer Zoll-Attaché bei EU.
Von 2014 bis 2016 leitete er eine Abteilung bei Muitinės departamentas.
Seit Januar 2016 ist Generaldirektor der litauischen Zollbehörde.

## Familie
Arūnas Adomėnas ist verheiratet. Mit seiner Frau Irena hat er den Sohn Mantas.